# Las interesadas
Las interesadas es una película de comedia musical y drama mexicana de 1952 dirigida por Rogelio A. González y protagonizada por Amalia Aguilar, Lilia del Valle y Lilia Prado. Ésta fue la última película protagonizada por el trío actoral femenino compuesto por Del Valle, Aguilar y Prado (quien sería reemplazada por Silvia Pinal). La trama gira en torno a tres mujeres que buscan al hombre de sus sueños y se enamoran de él sin enterarse de que no es el que parecía ser.

## Argumento
Julia (Amalia Aguilar), Marta (Lilia del Valle) y Gloria (Lilia Prado), son un trío de mujeres respondonas que tratan de vengarse de la sociedad machista. La ingenua Marta huye de un viejo, con quien la ha encerrado su tía, al sufrir este un infarto; Gloria le da una bofetada a su novio cuando él le propone ser amantes; la rumbera Julia, es corrida del teatro por un empresario a quien ella rechaza. Las tres jóvenes, que deciden vivir juntas, atropellan con su auto a Raúl, causándole amnesia. Para mantenerlo, Gloria trabaja como masajista, Julia como institutriz de tres niños y Marta como mecanógrafa. Raúl (en camisón, pues las jóvenes lo hacen actuar como mujer), sólo busca la guitarra que perdió en el accidente y besa a Julia, despedida por enseñar mambo en lugar de baile clásico, y a las otras, también corridas por incompetentes. Los besos hacen cerrar un ojo a Julia, hipar a Marta y estornudar a Gloria. Creyéndolo un mendigo, las tres socorren a Ricardo, millonario aburrido, cuando va a un baile de disfraces. Ricardo, que dejó de ser actor al regalarle un americano un pozo petrolero, se encariña con ellas, que lo adoptan, y va a pagar la renta que deben, pero ellas lo creen ladrón y le piden que se vaya. Desalojadas, ellas, con gran sorpresa, son llevadas a la mansión de Ricardo. Como Ricardo quiere volver a la actuación, realiza una revista teatral con las jóvenes y con música de Raúl; al final todos triunfan.

## Reparto
- Amalia Aguilar como Julia
- Lilia del Valle como Gloria
- Lilia Prado como Marta
- Manolo Fábregas como Raúl
- Roberto Font como Ricardo
- Federico Curiel "Pichirilo" como Técnico de eficiencia
- Francisco Reiguera como Médico
- José Luis Vélez
- Georgina González como Chica busca empleo de secretaria
- Ana María Villaseñor como Esperanza, esposa falsa
- Raquel Muñoz
- Enrique Zambrano como Vendedor de auto
- Bertha Lehar como Madre de niños
- Diana Ochoa como Tía de Marta
- Consuelo Pastor como Empleada de Ricardo
- Luis Aguilar como cantante
- Armando Acosta como Hombre en baile
- Gregorio Acosta como Empleado de Ricardo
- Victorio Blanco como Empleado de teatro
- Rodolfo Calvo como Jefe de Marta
- Manuel Casanueva como Empleado de teatro
- Víctor Manuel Castro como Bailarín
- Lidia Franco como Vecina
- Jesús García como Vecino
- Salvador Godínez como Empleado de Ricardo
- Cecilia Leger como Invitada
- Blanca Marroquín como Invitada
- Paco Martínez como Empresario
- Pepe Martínez como Mayordomo
- Luis Mussot Jr. como Joven empleado de teatro
- Pepe Nava como Empleado de Ricardo
- María Luisa Pazos
- Oscar Ramos
- Gustavo Rivero como Eduardo, novio de Gloria
- Humberto Rodríguez como Casero
- Tomás Seijas
- Ramón Sánchez como Masajista
- María Valdealde como Chofita